# Лиманды
Лиманды (лат. Limanda) — род лучепёрых рыб из семейства камбаловых (Pleuronectidae). Донные хищные рыбы обитающие в арктических морях Тихого и Атлантического океана. Глаза у всех видов на правой стороне. Боковая линия хорошо развита с обеих сторон тела. Спинной плавник начинается от головы.

## Классификация
На февраль 2019 года в род включают 6 видов:
- Limanda aspera (Pallas, 1814) — Желтопёрая камбала, или камбала-червонец, или желтопёрая лиманда, или колючая лиманда
- Limanda ferruginea (D. H. Storer, 1839) — Желтохвостая лиманда, или желтохвостая камбала
- Limanda limanda (Linnaeus, 1758) — Ершоватка, или лиманда
- Limanda proboscidea Gilbert, 1896 — Хоботная камбала, или хоботная лиманда
- Limanda punctatissima (Steindachner, 1879) — Длиннорылая лиманда
- Limanda sakhalinensis C. L.Hubbs, 1915 — Сахалинская лиманда